# Harpalus australasiae
Harpalus australasiae es una especie de escarabajo del género Harpalus, familia Carabidae. Fue descrita científicamente por Dejean en 1829.
Habita en Nueva Zelanda.